# Armas nucleares de Estados Unidos
Estados Unidos fue el primer país que desarrolló armamento nuclear (armas de destrucción masiva) y es el único que las ha usado en tiempos de guerra en los bombardeos atómicos sobre Hiroshima y Nagasaki durante la Segunda Guerra Mundial. Antes y durante la Guerra Fría, Estados Unidos realizó más de mil pruebas nucleares y creó varios sistemas de transporte de armas nucleares de largo alcance, como el ICBM.
En la actualidad, mantiene un arsenal de 5.113 ojivas, con sus respectivas instalaciones para su construcción y diseño, aunque buena parte de la infraestructura creada en la época de la Guerra Fría ha sido desactivada y son lugares de remediación medioambiental.

## Actualidad
A partir de 2021, las fuerzas nucleares estadounidenses en tierra consisten en 400 misiles balísticos intercontinentales (ICBM) Minuteman III repartidos entre 450 lanzadores operativos, operados por el Comando de Ataque Global de la Fuerza Aérea. La fuerza nuclear marina consiste en 14 submarinos de clase Ohio armados con Trident II D5 que tienen capacidad nuclear, hay nueve submarinos en el océano Pacífico y cinco en el océano Atlántico. Las capacidades nucleares en el aire son proporcionadas por 60 bombarderos pesados con capacidad nuclear, 20 bombarderos B-2 y 40 B-52.
La Fuerza Aérea ha modernizado sus misiles Minuteman III para que duren hasta 2030, y el LGM-35 Sentinel comenzará a reemplazarlos en 2029. La Marina ha realizado esfuerzos para extender la vida operativa de sus misiles nucleares a lo largo de la década de 2020; también está produciendo nuevos submarinos de clase Columbia para reemplazar la flota de la clase Ohio a partir de 2031. La Fuerza Aérea también está retirando los misiles de crucero nucleares AGM-86 ALCM de sus B-52, dejando solo la mitad de capacidad nuclear. Tiene la intención de adquirir un nuevo bombardero de largo alcance, el B-21, y el nuevo misil de crucero de largo alcance AGM-181 LRSO a lo largo de la década de 2020.